# Educación en El Salvador
La educación en El Salvador, de acuerdo con la Constitución de la República, es un derecho inherente a la persona humana; y en consecuencia, es obligación y finalidad primordial del Estado su conservación, fomento y difusión. Y es por eso que el Estado debe propiciar la investigación y el quehacer científico. En ese sentido, es deber del Estado organizar el sistema educativo para lo cual creará las instituciones y servicios que sean necesarios, y también se garantiza a las personas naturales y jurídicas la libertad de establecer centros privados de enseñanza.

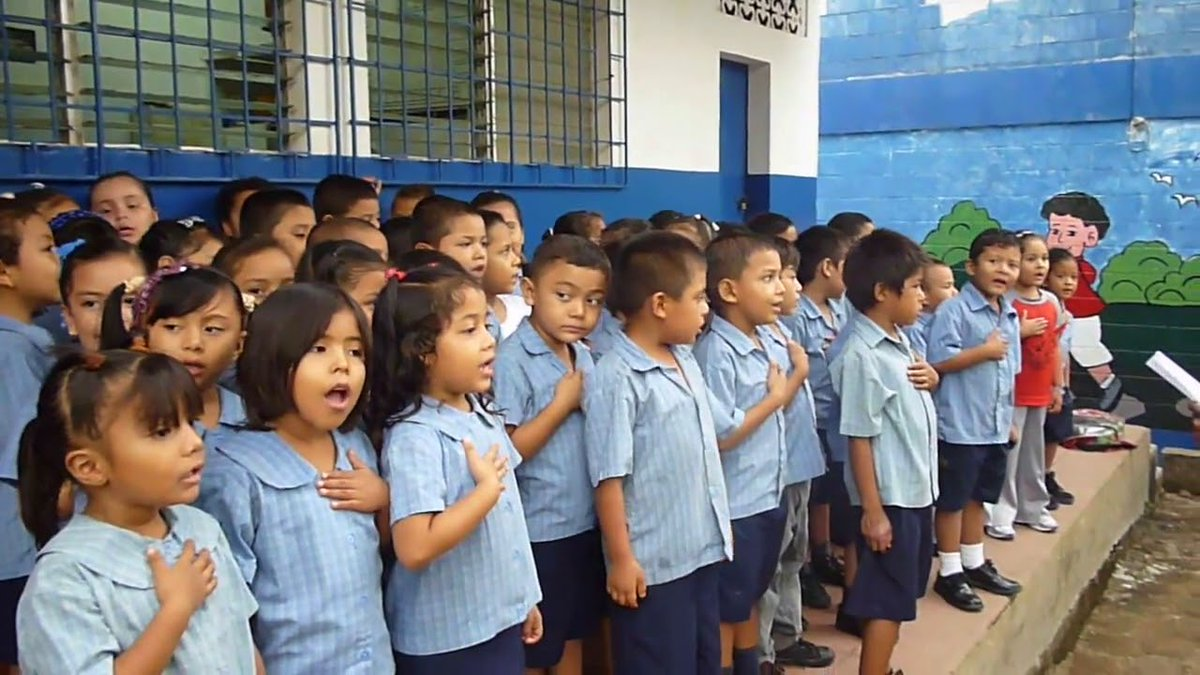
Escuela pública de El Salvador (Circa 2010).

El sistema educativo de El Salvador está considerado como uno de los 10 mejores sistemas educativos de Latinoamérica y tercero en América Central.
Para el 2015, en El Salvador hay 1.556.710 estudiantes de escuelas públicas y privadas, y 57.143 docentes que trabajan en los tres niveles del sistema educativo, en espacio de trabajo hay 6049 centros escolares (85% son del sector público).

## Historia

### Situación actual
La educación de El Salvador es la tercera mejor de Centroamérica y tiene una inversión educativa cercana al 5% de su PIB y a más de US$200 por estudiante. El 93% de la población sabe leer y escribir, pero menos del 90% ha completado la educación básica. En el 2013, la tasa de matriculación en educación primaria es de 111.8, siendo la segunda más alta de la región centroamericana. Más del 10% de la población está graduada profesionalmente. En El Salvador, gran parte de estudiantes tienen una computadora para completar su proceso de enseñanza-aprendizaje en todas las materias del plan educativo en modalidad digital.

### Educación básica y media
En un decreto ejecutivo dado en el 5 de noviembre de 1861, el presidente Gerardo Barrios hizo un Reglamento de escuelas de primeras letras para uniformar, generalizar y simplificar el sistema de enseñanza primaria, el reglamento fue basado en uno que el Consejo de Instrucción Pública dio al gobierno por conducto del rector de la Universidad de El Salvador.
En la memoria presentada a la Asamblea Legislativa por el secretario de estado en los despachos de Instrucción Pública, Fomento y Beneficencia, Hermógenes Alvarado, hecha en el 28 de febrero de 1889 se hace nota que en el año de 1888 funcionaron 732 escuelas distribuidas en 387 escuelas públicas de niños y 204 de niñas, y 74 escuelas privadas de niños y 67 de niñas; a estas escuelas concurrieron 27,342 niños distribuidos en 15,354 niños en escuelas públicas y 9,319 niñas, y 1,637 varones en escuelas privadas y 1,032 niñas. Los maestros pagados por el gobierno fueron 656. El presidente Francisco Menéndez decretó un Reglamento de Educación Pública Primaria que se dio en el 4 de marzo de 1889.
En 1940, el gobierno del general Maximiliano Hernández Martínez ejecuta la primera reforma educativa de la historia de El Salvador, la cual estuvo orientada a la educación primaria. Los objetivos de esta reforma educativa fueron expuestos en el Plan y Programas de Enseñanza Primaria Urbana de El Salvador a Regir desde el Año de 1940, aprobado mediante Decreto Ejecutivo N.º 17, del 13 de noviembre de 1939, publicado en el Diario Oficial N.º 267, Tomo N.º 127, del 8 de diciembre de 1939. En 1945, durante el gobierno del general Salvador Castaneda Castro se efectúa una nueva reforma educativa, pero esta vez pensada para la educación secundaria, al ser dividida ésta en un plan básico de tres años seguidos de dos años de bachillerato.
En 1968 el gobierno del general Fidel Sánchez Hernández impulsó una posterior reforma educativa que estableció una educación básica de nueve años divididos en tres ciclos de tres años cada uno junto con un bachillerato de tres años de duración.
En 1995 fue aprobada la última reforma educativa de la historia nacional bajo el gobierno del doctor Armando Calderón Sol, por medio de la cual se instauró un bachillerato general de dos años de duración y un bachillerato técnico vocacional de tres años de estudios.

### Educación superior

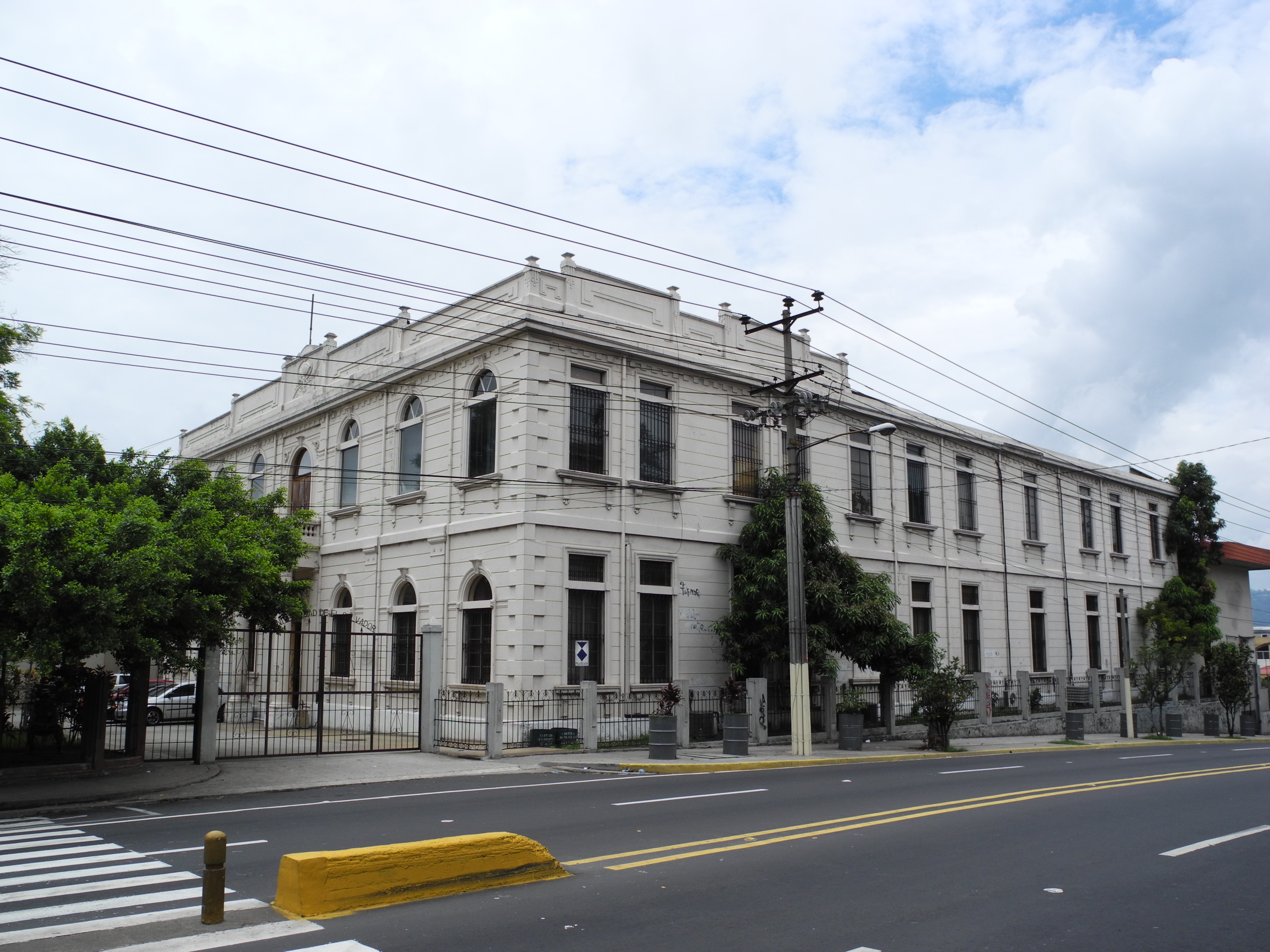
Edificio histórico de la Escuela de Medicina de la UES, San Salvador.

La Universidad de El Salvador (UES) fue fundada el 16 de febrero de 1841, por Decreto Legislativo de la Asamblea Constituyente, emitido durante el mandato del Presidente de la República, Juan Lindo, ante la decidida intervención del general Francisco Malespín. La UES fue erigida con el objetivo de proporcionar un centro de educación superior para la juventud nacional, y así evitar que los salvadoreños que tenían la posibilidad y el deseo de cursar estudios superiores, decidieran emigrar a Guatemala o a Nicaragua para completar su formación académica, respectivamente, en la Universidad de San Carlos o en la Universidad de León, tal como lo hacían desde la época colonial. En sus primeros años, la UES tuvo una existencia precaria por el exiguo apoyo económico que recibía por parte del Estado.
Durante el gobierno del presidente Santiago González fueron erigidas otras dos instituciones públicas de educación superior: las Universidades de Occidente y de Oriente, con sus respectivas sedes en las ciudades de Santa Ana y San Miguel. La Universidad de Occidente fue creada mediante Decreto Ejecutivo del 22 de septiembre de 1874, publicado en el Boletín Oficial N.º 14, Tomo N.º 3, del 26 de septiembre de 1874. Y por su parte, la Universidad de Oriente fue creada mediante Decreto Ejecutivo del 15 de octubre de 1874, publicado en el Boletín Oficial N.º 18, Tomo N.º 3, del 17 de octubre de 1874. No obstante, estas instituciones educativas fueron suprimidas por el gobierno del presidente Rafael Zaldívar a través de la Ley Orgánica y Reglamentaria de Instrucción Pública, aprobada mediante Decreto Ejecutivo del 30 de enero de 1885, publicado en el Diario Oficial N.º 26, Tomo N.º 18, del 30 de enero de 1885. Con la desaparición de estas dos universidades públicas, la UES volvió a tener el monopolio de la educación superior en el país hasta 1965, cuando nace la Universidad Centroamericana José Simeón Cañas (UCA) como la primera universidad privada salvadoreña.
Desde la década de 1950, la Universidad de El Salvador se convirtió en el principal referente de pensamiento de la izquierda salvadoreña y fue uno de los núcleos más importantes de oposición a los gobiernos autoritarios y militaristas del país, y fue por esta actitud que muchos de sus estudiantes y catedráticos fueron víctimas de la represión militar.
La primera universidad privada que surge es la Universidad Centroamericana José Simeón Cañas, cuyo antecedente más significativo se remonta a los inicios de la década de los sesenta, cuando monseñor Luis Chávez y González, Arzobispo de San Salvador, expresó la idea de fundar una universidad católica dirigida por jesuitas, como hay muchas en diferentes países.
En las clasificaciones de las más sobresalientes universidades en El Salvador se encuentran la Universidad de El Salvador y la Universidad Centroamericana José Simeón Cañas, las cuales están posicionadas como las mejores del país, como dato curioso son las únicas 2 universidades donde se han graduado y estudiado algunos presidentes de El Salvador. 
Por Decreto Legislativo N.º 946, del 26 de abril de 1988, publicado en el Diario Oficial N.º 97, Tomo N.º 299, del 26 de mayo de 1988, fue fundada la Universidad Militar de El Salvador (UMES) como la segunda universidad pública existente en el país en el siglo XX. Sus estatutos fueron aprobados por el Ministerio de Educación mediante Acuerdo Ejecutivo N.º 15-1212, del 20 de noviembre de 1996, publicado en el Diario Oficial N.º 13, Tomo N.º 334, del 22 de enero de 1997. Sin embargo, dicha institución educativa sería cerrada por orden del Ministerio de Educación en 1999 por no cumplir con los requisitos mínimos legales para seguir funcionando. Debido a esto, el parlamento salvadoreño emitió el 20 de julio de 2000 un decreto legislativo que creaba una comisión especial encargada de estudiar los problemas de la UMES para decidir si esa institución educativa debía ser cerrada o continuar funcionando; pero ese proyecto de ley fue vetado por el Presidente de la República. Ante esta situación, las autoridades de la UMES interpusieron una demanda de amparo ante la Sala de lo Constitucional de la Corte Suprema de Justicia, la cual en su sentencia definitiva respaldó la decisión del Ministerio de Educación, por lo que su cierre finalmente se hizo efectivo en 2003.
A finales del año 2000, estalló el escándalo de la obtención fraudulenta de títulos académicos de Licenciatura en Ciencias Jurídicas por muchos abogados que se habían graduado de universidades privadas que se los habían otorgado de manera ilegal. A raíz de este caso, la Fiscalía General de la República designó a Roberto Vidales como Fiscal Especial para que investigara la entrega de títulos irregulares a numerosos abogados. Los resultados de sus pesquisas fueron presentados públicamente el 25 de junio de 2001 en el Informe sobre la investigación de títulos irregulares de licenciatura en Ciencias Jurídicas realizada por la Fiscalía General de la República, que llegó a ser conocido popularmente como el «Informe Vidales», en alusión al apellido de su autor.

## Regulación constitucional

### Fines y obligatoriedad de la educación
En El Salvador, la educación tiene como finalidad lograr el desarrollo integral de la personalidad en su dimensión espiritual, moral y social; contribuir a la construcción de una sociedad democrática más próspera, justa y humana; inculcar el respeto a los derechos humanos y la observancia de los correspondientes deberes; combatir todo espíritu de intolerancia y de odio; conocer la realidad nacional e identificarse con los valores de la nacionalidad salvadoreña; y propiciar la unidad del pueblo centroamericano. Pero también se establece que los padres tendrán derecho preferente a escoger la educación de sus hijos.
La Constitución de la República declara que todos los habitantes de la república tienen el derecho y el deber de recibir educación parvularia y básica que los capacite para desempeñarse como ciudadanos útiles, y que el Estado debe promover la formación de centros de educación especial. Por otra parte, esta señala que la educación parvularia, básica, media y especial será gratuita cuando la imparta el Estado.

### Centros educativos públicos y privados
Por otra parte, en El Salvador se ha definido que la enseñanza que se imparta en los centros educativos oficiales será esencialmente democrática, y que centros de enseñanza privados estarán sujetos a reglamentación e inspección del Estado y que podrán ser subvencionados cuando no tengan fines de lucro. También se ha declarado que el Estado podrá tomar a su cargo, de manera exclusiva, la formación del magisterio.
Sin embargo, la Constitución de la República ordena que ningún establecimiento de educación podrá negarse a admitir alumnos por motivo de la naturaleza de la unión de sus progenitores o guardadores, ni por diferencias sociales, religiosos, raciales o políticas.

### Ejercicio de la docencia
En El Salvador, para ejercer la docencia se requiere acreditar capacidad en la forma que la ley disponga. En todos los centros docentes, públicos o privados, civiles o militares, será obligatoria la enseñanza de la historia nacional, el civismo, la moral, la Constitución de la República, los derechos humanos y la conservación de los recursos naturales. La historia nacional y la Constitución deberán ser enseñadas por profesores salvadoreños. Por último también se garantiza la libertad de cátedra.

### Educación superior
Según lo establecido por la Constitución de la República, la educación superior debe regirse por una ley especial, y que la Universidad de El Salvador y las demás del Estado gozan de autonomía en los aspectos docente, administrativo y económico; señalando, además, que deben prestar un servicio social, respetando la libertad de cátedra. Para ese fin se regirán por estatutos enmarcados dentro de dicha ley, la cual sentará los principios generales para su organización y funcionamiento. También deben consignarse anualmente en el Presupuesto del Estado las partidas destinadas al sostenimiento de las universidades estatales y las necesarias para asegurar y acrecentar su patrimonio. No, obstante ello, estas instituciones estarán sujetas, de acuerdo con la ley, a la fiscalización del organismo estatal correspondiente. Ahora bien, la ley especial mencionada anteriormente debe regular también la creación y funcionamiento de universidades privadas, respetando la libertad de cátedra, pero estas universidades deben prestar un servicio social y no perseguirán fines de lucro. Y en fin, esta misma ley debe regular la creación y el funcionamiento de los institutos tecnológicos oficiales y privados. De esta manera, el Estado debe velar por el funcionamiento democrático de las instituciones de educación superior y por su adecuado nivel académico.

## Estructura

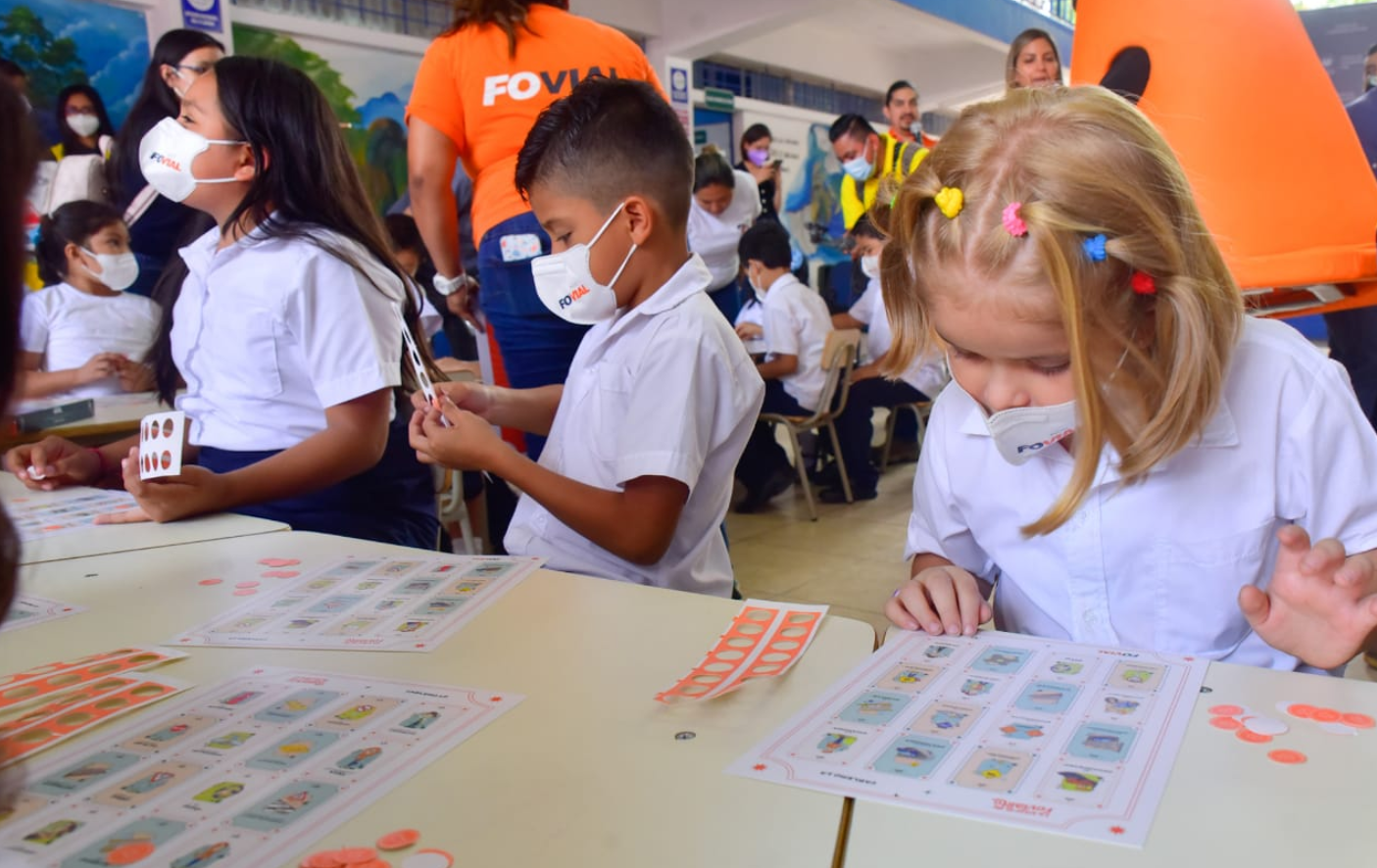
Estudiantes en San Salvador

### Niveles educativos
De acuerdo con la legislación salvadoreña, la educación formal corresponde a los niveles inicial, parvulario, básico, medio y superior. Pero la ley establece también que la educación inicial, parvularia, básica, media y especial será gratuita y obligatoria. En el sector público la educación básica es impartida en "Centros escolares" comúnmente llamadas Escuela, la educación media es impartida en "Institutos nacionales" aunque también existen "Complejos educativos" en los que se imparten los 3 niveles educativos (parvulario, básico y medio); mientras en el sector privado es muy variada la estructura educativa aunque siempre serán llamados "Colegios" o "Liceos".

### Educación inicial
La educación inicial comienza desde la concepción del niño hasta antes de cumplir los cuatro años de edad.

### Educación parvularia
La educación parvularia tiene una duración de tres años y atiende a niños de cuatro a seis años de edad.
- Kinder 4
- Kinder 5
- Preparatoria (Kinder 6)

### Educación básica
La educación básica se ofrece normalmente a estudiantes de siete a quince años de edad y es obligatoria y también gratuita cuando la imparta el Estado. Se puede admitir alumnos de seis años, siempre que bajo criterio pedagógico demuestren madurez y aptitud apropiadas de acuerdo a los criterios y mecanismos de evaluación establecidos por el Ministerio de Educación. La educación básica comprende nueve grados de estudio divididos en tres ciclos de tres años cada uno.
Primer ciclo:
- 1° Grado (7-8 años)
- 2° Grado (8-9 años)
- 3° Grado (9-10 años)

Segundo ciclo:
- 4° Grado (10-11 años)
- 5° Grado (11-12 años)
- 6° Grado (12-13 años)

Tercer ciclo:
- 7° Grado (13-14 años)
- 8° Grado (14-15 años)
- 9° Grado (15-16 años)

### Educación media
La educación media ofrece la formación en dos modalidades, una general y otra vocacional. Los estudios de educación media culminan con el grado de bachiller. El bachillerato general tiene una duración de dos años, mientras que el bachillerato técnico-vocacional es de tres años. El tiempo de duración del bachillerato nocturno es de tres y cuatro años para las modalidades general y vocacional, respectivamente. Para obtener el grado de Bachiller es indispensable haber cursado y aprobado el plan de estudios correspondiente, incluyendo el servicio social estudiantil; además de someterse a una prueba obligatoria establecida por el Ministerio de Educación para medir el aprendizaje y las aptitudes de los estudiantes. Dicho examen, aplicado desde 1997, fue conocido con el nombre oficial de Prueba de Aprendizaje y Aptitudes para Egresados de Educación Media (PAES); pero en 2020 se sustituyó por la prueba Avanzo. Los centros educativos oficiales que imparten la educación media se definen como Institutos Nacionales, mientras que las instituciones privadas son llamadas colegios o liceos.
- 1° Bachillerato (16-17 años)
- 2° Bachillerato (17-18 años)
- 3° Bachillerato (18-19 años) (exclusivo para modalidad técnica vocacional)

### Educación superior
La Educación Superior se regirá por una Ley Especial y tiene los objetivos siguientes: formar profesionales competentes con fuerte vocación de servicio y sólidos principios morales; promover la investigación en todas sus formas; prestar un servicio social a la comunidad; y cooperar en la conservación, difusión y enriquecimiento del legado cultural en su dimensión nacional y universal. Esta integra tres funciones: la docencia, la investigación científica y la proyección social. La educación superior se imparte en institutos tecnológicos, institutos especializados de nivel superior y universidades.

### Educación especial
La educación especial es un proceso de enseñanza-aprendizaje que se ofrece, a través de metodologías dosificadas y específicas, a personas con necesidades educativas especiales.

## Asignaturas
Existen 2 tipos de asignaturas las cuales son básicas y complementarias las materias básicas junto a inglés e informática serán impartidas en todos los centros educativos ya seas públicos o privados y sin importar su nivel educativo. Los centros educativos privados apartes de las asignaturas obligatorias según el ministerio de educación también pueden impartir otras asignaturas.

### Educación Básica
| Educación Básica            | Educación Básica |
| --------------------------- | --- |
| Asignaturas Básicas         | Notas |
| Lenguaje y Literatura       | Incluye gramática, literatura, redacción y ortografía. |
| Ciencias y Medio Ambiente   | Incluye una parte de Física, Química y Biología. |
| Matemáticas                 | Incluye nociones básicas, geometría, aritmética y sistemas de cálculo básico.                                                                                                 |
| Estudios Sociales           | Incluye historia, geografía y ciencias sociales. |
| Asignaturas Complementarias | Notas |
| Inglés                      | Oral y escrito basicó |
| Informática                 | Computación básica. |
| Educación Física            | |
| Moral, Urbanidad y Cívica   | Se imparte en la clase de Estudios Sociales, en esta asignatura se imparte educación cívica                                                                                   |
| Laboratorio de Ciencias     | Se imparte en la clase de Ciencias y Medio Ambiente |
| Fe                          | En el sector público impartida únicamente en Centros educativos católicos y en el sector privado es opcional, también es conocida como Religión, Biblia o Educación Cristiana |

### Educación Media
| Educación Básica               | Educación Básica                                                                            |
| ------------------------------ | ------------------------------------------------------------------------------------------- |
| Asignaturas Básicas            | Notas                                                                                       |
| Lenguaje y Literatura          | Incluye gramática, literatura, redacción y ortografía.                                      |
| Ciencias y Medio Ambiente      | Incluye una parte de Física, Química y Biología.                                            |
| Matemáticas                    | Incluye nociones básicas, geometría, aritmética y sistemas de cálculo básico.               |
| Estudios Sociales              | Incluye historia, geografía y ciencias sociales.                                            |
| Asignaturas Complementarias    | Notas                                                                                       |
| Inglés                         | Oral y escrito basicó                                                                       |
| Informática                    | Computación básica.                                                                         |
| Moral, Urbanidad y Cívica      | Se imparte en la clase de Estudios Sociales, en esta asignatura se imparte educación cívica |
| Seminario                      |                                                                                             |
| Orientación Para la Vida (OPV) | Incluye psicología y Educación sexual                                                       |

## Presupuesto
El Presupuesto General de la República de El Salvador para 2025 es de $9,663 millones, destinando de este $1,535.8 millones, lo que representa el 4.1% del PIB estimado para ese año. Se destinará una porción significativa a infraestructura y proyectos de mejoramiento educativo. además, servirá para el fortalecimiento de la Educación de la Primera Infancia; y para el Programa de Inversión para la Reducción de la Brecha Digital en los Centros Escolares, que comprende la dotación de computadoras a alumnos de todo el sistema educativo, y el mejoramiento de escuelas en todo el país.

## Idiomas
En las escuelas de El Salvador se enseña español, inglés, y en pocas el náhuat. En algunas escuelas se imparten también cursos de italiano, francés, árabe, chino, japonés y alemán. A partir de 2022, será obligatoria la enseñanza del idioma inglés en todas las escuelas públicas y colegios privados de El Salvador. Se comenzará a impartir desde el grado de Parvularia.

## Calificación escolar
El sistema educativo de El Salvador es de dos tipos: El tradicional (método salvadoreño) y el bilingüe. En el sistema tradicional se tiene una escala de 0 a 10, y generalmente la nota de aprobación es 6, con un máximo de dos decimales, aunque en algunas instituciones se tiene una nota mínima de 7. En contraste, los modelos de calificación utilizados para el sistema bilingüe dependen de la institución escolar: En algunos casos se utiliza el mismo sistema que en Estados Unidos, con las letras de la A hasta la F, y la D implica aprobación, pero en otros casos se utiliza una escala de 0 a 100, con una nota de aprobación de 65.
| Nota: (Vigesimal). | Concepto:                                     |
| ------------------ | --------------------------------------------- |
| 10                 | Excelente (Sobresaliente).                    |
| 8 - 9              | Muy bueno.                                    |
| 7                  | Bueno (Aprobado en instituciones privadas).   |
| 6                  | Regular (Aprobado en instituciones públicas). |
| 4 - 5              | Malo (Reprobado).                             |
| 1 - 3              | Deficiente.                                   |